# Highlands-Baywood Park (Kalifornija)
Highlands-Baywood Park je naseljeno područje za statističke svrhe u američkoj saveznoj državi Kalifornija. Prema popisu stanovništva iz 2010. u njemu je živjelo 4.027 stanovnika.